# Le avventure di Ulisse
Le avventure di Ulisse (The Adventures of Ulysses) è una composizione in prosa di Charles Lamb, pubblicato nel 1808.
Il testo è in sostanza una trasposizione in prosa dell'Odissea di Omero. Fu usato anche da James Joyce come riferimento per la scrittura del suo Ulisse.
Fu un libro molto importante nella sua epoca: per il suo stile "very easy to read" ("di facile lettura"), definizione usata da molti commentatori, venne usato per far conoscere la storia di Ulisse anche a chi non era in grado di andare oltre un certo livello di conoscenza dell'inglese.

## Varie
- Nel 1997 lo scrittore Luciano De Crescenzo tenterà un nuovo esperimento romanzesco per far conoscere l'Odissea in forma divulgativa. L'opera si intitola Nessuno - L'Odissea raccontata ai lettori d'oggi.